# Adam Buksa
Adam Buksa (* 12. Juli 1996 in Krakau) ist ein polnischer Fußballspieler, der aktuell in der dänischen Superliga beim FC Midtjylland unter Vertrag steht. Seine Hauptposition ist Mittelstürmer, seine Nebenpositionen sind Linksaußen und Rechtsaußen.

## Karriere

### Vereinsmannschaften
Adam Buksa begann seine fußballerische Ausbildung in den Jugendmannschaften von Garbarnia Kraków, Wisła Krakau in Polen und Novara Calcio in Italien.
Seine erste Station als Profispieler war in der Saison 2014/15 bei Lechia Gdańsk in Polen. Dort wurde er in acht Ligaspielen der Ekstraklasa ohne einen Torerfolg eingesetzt. In der Saison 2015/16 kam er auf acht Spiele, einem Tor und einer Torvorlage. Für die Saison 2016/17 wechselte er zum Ligakonkurrenten Zagłębie Lubin mit 22 Ligaspieleinsätzen, drei Treffern und einer Torvorlage. Zu Beginn der Saison 2017/18 wurde er bei zwei Spielen von Zagłębie Lubin II in der 3. Liga eingesetzt, wo ihm ein Tor gelang. Danach spielt er in der Hinrunde wieder in der Ekstraklasa für Zagłębie Lubin und wurde in acht Ligaspielen mit einem Tor eingesetzt. Zur Rückrunde wechselte Buksa auf Leihbasis innerhalb der Ekstraklasa zu Pogoń Stettin. Bei Pogoń kam er auf zwölf Ligaspiele mit vier erzielten Toren und zwei Torvorlagen. Zur neuen Saison 2018/19 wechselte er vollständig zu Pogoń Stettin wurde in 22 Ligaspielen eingesetzt und ihm gelangen elf Tore und vier Torvorlagen. In der folgenden Saison 2019/20 spielte er bis zum Jahresende 2019 für Pogoń und wurde in 18 Ligaspielen mit sieben Toren und vier Torvorlagen eingesetzt.
Am 1. Januar 2020 wechselte er in die US-amerikanische Major League Soccer zu New England Revolution und wurde inklusive der Playoff-Spiele der Saison 2020 bei 24 Ligaspielen eingesetzt, wobei ihm sechs Tore und eine Torvorlage gelangen. In der Saison 2021 wurde Buksa  in 32 Ligaspielen (inkl. der Playoff-Spiele) eingesetzt. Er schoss 17 Tore, gab vier Torvorlagen und seine Mannschaft gewann die Eastern Conference der Regular Season mit 19 Punkten Vorsprung auf den Zweitplatzierten Philadelphia Union. Die Wertung in der Gesamttabelle gewann Buksa mit New England Revolution mit dem 1. Platz ebenfalls und er konnte die Auszeichnung MLS Supporters’ Shield in Empfang nehmen. In der Saison 2022 spielte Buksa bis zu seinem Wechsel am 1. Juli 2022 noch in zehn Ligaspielen mit sieben Toren und zwei Torvorlagen für New England Revolution.
Zur neuen Saison 2022/23 der Ligue 1 wechselte Adam Buksa zum RC Lens und kam in seiner ersten Spielrunde aufgrund mehrerer langwieriger Verletzungen auf acht Ligaspiele ohne eigenen Torerfolg. Im Sommer 2023 wurde der Spieler für ein Jahr mit anschließender Kaufoption an den türkischen Verein Antalyaspor ausgeliehen.
Zur Spielzeit 2024/25 wechselte Buksa nach Dänemark zu FC Midtjylland.

### Internationale Vereinsspiele
Sein erstes internationales Vereinsspiel absolvierte er in der CONCACAF Champions League für New England Revolution im Hinspiel des Viertelfinales am 10. März 2022 gegen die Mannschaft von UNAM Pumas aus Mexiko. Dieses Heimspiel wurde mit 3:0 gewonnen und Buksa erzielte in der 72. Spielminute mit einem Linksschuss das 2:0 und schoss in der 90. Spielminute mit einem Rechtsschuss den 3:0 Endstand. Im Rückspiel am 17. März 2022 stand es nach der regulären Spielzeit 0:3 gegen New England Revolution und es wurde ein Elfmeterschießen notwendig um den Sieger festzustellen. Am Ende stand ein 7:3 nach Elfmeterschießen, 7:6 im Gesamtergebnis der beiden Spiele für die UNAM Pumas und Buksa schied mit seiner Mannschaft aus dem Wettbewerb aus.

### Nationalmannschaft
Buksa durchlief für Polen diverse U-Nationalmannschaften (U17, U18, U19, U21), bevor er erst im Alter von 25 Jahren im September 2021 sein Debüt für die A-Nationalmannschaft gab. In der WM-Qualifikation zur Fußball-Weltmeisterschaft 2022 in Katar gelangen ihm fünf Treffer in fünf Spielen.

## Erfolge
New England Revolution
- MLS Supporters’ Shield: 2021[1]